# Friedrich van Erlach
Friedrich van Erlach (Berlín, 1708 a 1757) fue un músico alemán.
Hijo de un capitán de la guardia suiza del rey Federico I de Prusia; a causa de haber perdido la vista en los primeros años buscó en la música consuelo a su desgracia. Aprendió a tocar el violín, el piano y la flauta, distinguiéndose sobre manera en este último instrumento, con lo que consiguió efectos hasta entonces desconocidos. Mandó construir un instrumento de esta especie compuesto de dos tubos acordados en la tercera, los que tocaba a voluntad, ya fuese juntos, ya separados, en virtud de un artificio que ideó, logrando así dar más intensidad a los sonidos de la flauta sin alterar la calidad. Hasta 1732 Erlach permaneció en Eisenach, estableciéndose más tarde en Berlín, dejándose escuchar en los conciertos que semanalmente daba en su casa el organista Johann Philipp Sack.